# Die Außenseiterbande
Die Außenseiterbande (Originaltitel Bande à part) ist ein Spielfilm von Jean-Luc Godard aus dem Jahr 1964. In den Hauptrollen spielen Anna Karina, die damalige Ehefrau Godards, sowie Sami Frey und Claude Brasseur. Godard schrieb das Drehbuch nach dem Kriminalroman Fool's Gold von Bert und Dolores Hitchens.

## Handlung
Franz und Arthur, zwei junge Männer mit einem Faible für abgebrühte amerikanische Helden, planen einen Einbruch. Franz hat in einem Englischkurs die junge Odile kennengelernt, die als Hausmädchen in einer vornehmen Villa in Joinville arbeitet. Odile hat ihm von einer großen Menge gebündelter Banknoten erzählt, die sich dort unverschlossen im Zimmer von Monsieur Stolz befinden.
Arthur erringt mühelos das Vertrauen der naiv-unschuldigen Odile und macht sie zur Komplizin der beiden Freunde, die ein Auge auf sie geworfen haben. Odile ist hin- und hergerissen zwischen leichtfertiger Unterwerfung und trotzigem Widerstand. Die drei verbringen die nächsten Tage mit ungezwungenen Ausflugstouren in Franz’ Simca-Cabriolet sowie in Pariser Cafés und Odile scheint sich in Arthur zu verlieben.
Als Arthurs zwielichtiger Onkel Druck macht, das Geld zu beschaffen, schreiten Franz und Arthur zur Tat: Am helllichten Tag dringen sie in Anwesenheit von Odile und der Hausherrin Madame Victoria in die Villa ein, finden das Zimmer von Monsieur Stolz jedoch verschlossen. Arthurs Ton wird nun rauer und er schlägt Odile, die bis zum nächsten Tag den Schlüssel besorgen soll.
Am folgenden Tag rückt Madame Victoria unter vorgehaltener Pistole den Schlüssel heraus, wird gefesselt, geknebelt und in einen Schrank eingesperrt. Im Zimmer finden Arthur und Franz jedoch nur noch ein einziges Geldbündel. Als sie die weiteren Verstecke von Madame Victoria erfahren wollen, finden sie diese leblos vor und halten sie für tot. Sie fliehen in ihrer Panik aus der Villa, wobei Arthur unter einem Vorwand zurückbleibt.
Inzwischen sehen Franz und Odile auf der Heimfahrt Arthurs Onkel zur Villa fahren und kehren um. Sie werden Zeuge, wie sich Arthur und sein Onkel um den Besitz des in der Hundehütte gefundenen Geldes ein Pistolenduell liefern, bei dem beide sterben. Anschließend beobachten sie die Ankunft von Monsieur Stolz, der das herumliegende Geld aufsammelt und an der Haustür die tot geglaubte Madame Victoria trifft.
Franz und Odile flüchten unbeobachtet. Sie gestehen sich ihre Liebe und wollen sich mit dem kleinen Anteil des zuerst gefundenen Geldes nach Südamerika absetzen. Auf dem Schiff hört man den Erzähler im Off: „Im nächsten Film erzähle ich Ihnen – natürlich in Breitwand und Technicolor – Franz' und Odiles Abenteuer in fernen südlichen Ländern.“

## Entstehung
Godard widmet sich mit diesem Film in parodistischer Form der amerikanischen Pulp-Kultur und dem B-Movie. Vorlage des Films ist ein Trivialroman, dessen Plot mit einer erzählten Zeit von mehreren Monaten er in seinem Drehbuch auf drei Tage verdichtet. Der Film wurde in nur 25 Tagen gedreht. Bemerkenswert ist das Tempo, in dem die Protagonisten durch die Gegend rasen: im Auto mit offenem Verdeck oder zu Fuß in der Rekordzeit von 9 Minuten und 43 Sekunden durch den Louvre. Sie brechen einen angeblichen Rekord von 9 Minuten und 45 Sekunden eines amerikanischen Touristen namens Jimmy Johnson.
Das Lied, das Odile in der Métro singt, entstammt einer Passage aus Louis Aragons Gedicht J'entends, j'entends (in dessen Gedichteband Les Poètes) und wurde später von Jean Ferrat musikalisch interpretiert. Patrick Modiano, dessen Mutter die Darstellerin der Madame Victoria war, berichtete in einem Gespräch, dass eine Szene des Films am quai Conti von seinem Zimmer im Appartement seiner Eltern heraus aufgenommen wurde.

## Rezeption und Nachwirkung
Die Außenseiterbande erhielt ein sehr gutes Presseecho, was sich auch in den Auswertungen US-amerikanischer Aggregatoren widerspiegelt. So erfasst Rotten Tomatoes fast ausschließlich wohlwollende Besprechungen und ordnet den Film dementsprechend als „Zertifiziert Frisch“ ein. Metacritic ermittelt aus den vorliegenden Bewertungen „Einhelliges Kritikerlob“. Die Außenseiterbande wurde 2005 in die Time-Auswahl der besten 100 Filme von 1923 bis 2005 gewählt.

„Auf zwei Wirklichkeitsebenen angesiedelte Gangsterparodie mit einer Fülle visueller, akustischer und erzählerischer Gags. Das Grau in Grau und die Trostlosigkeit der Pariser Banlieue wird äußerst sensibel durch die Schwarz-Weiß-Fotografie eingefangen. Eine sehr einfallsreiche Komödie, zugleich wohl Godards heiterstes und am leichtesten zugängliches Werk.“

„Godard übersetzt diese simple Geschichte in ironisches Kino, bei dem Raum und Zeit Kopf [sic!] stehen. Fazit: Godard verwandelt Schund in Kunst.“

Der Film wurde 2013 neugeprüft und erhielt die Freigabe ab 12 Jahren. Zuvor war er ab 16 freigegeben.
Mehrere Regisseure ließen sich von dem Film beeinflussen; unter anderem nannte Quentin Tarantino die Tanzszene als Vorbild für den gemeinsamen Tanz von Mia Wallace und Vincent Vega in Pulp Fiction. Bernardo Bertolucci hingegen zitierte die Szene, in der die drei Protagonisten durch den Louvre sprinten, in seinem Film Die Träumer aus dem Jahr 2003.